# ایزاک استیونسن
ایزاک استیونسن (به انگلیسی: Isaac Stephenson) سناتور سابق عضو حزب جمهوری‌خواه ایالات متحده آمریکا بود. وی در سال ۱۹۰۷ تا ۱۹۱۵ میلادی سناتور ایالت ویسکانسین در سنای ایالات متحده آمریکا بود.